# Islam Machatjev
Islam Makhachev, (ryska: Ислам Махачев) född 27 september 1991 i Machatjkala, är en rysk MMA-utövare som sedan 2015 tävlar i organisationen Ultimate Fighting Championship. Han är den nuvarande lättviktsmästaren inom UFC, Han tävlar inom Lättvikt viktklassen.
Han har tävlat professionellt från året 2010 och blev världsmästare inom Samborondón året 2016.
Den 12 februari 2023 tävlade Islam Makachev mot Alexander Volkanovski där Makachev som gick in i kampen mot fjäderviktsmästaren som nummer två i totalrankningen, segrade genom enhälligt beslut i huvudeventet på UFC 284, och tog matchen 48-47, 48-47, 49-46. Islam Makachev har även under den senaste tiden pratat om att flytta upp till weltervikt och ta "dubbel champ status" då han  vunnit mot i princip alla ”title contenders” i lättvikt och söker en större utmaning.

## Bakgrund
Islam Ramazanovich Makhachev föddes i Makhachkala, Dagestan ASSR. Han tillhör Lak ethniciteten en folkgrupp som är hemma i en inlandregion känd som Lakia. Islam Makhachev tränar för närvarande i San Hose i USA tillsammans med tidigare mästare, inklusive Daniel Cormier och Khabib Nurmagomedov, på American Kickboxing Academy.